# Pierwszy Moskiewski Państwowy Uniwersytet Medyczny im. I.M. Sieczenowa
Pierwszy Moskiewski Państwowy Uniwersytet Medyczny im. I.M. Sieczenowa (Uniwersytet Sieczenowski), ros. Первый Московский государственный медицинский университет имени И. М. Сеченова (Cеченовский Университет) – Pierwyj Moskowskij gosudarstwiennyj medicynskij uniwiersitiet imieni I.M. Sieczenowa (Sieczenowskij Uniwiersitet) – najstarsza, największa i wiodąca rosyjska uczelnia medyczna. Uczelnia kształci ponad 15 tys. studentów, w tym obcokrajowców.

## Historia
Początki Uniwersytetu Sieczenowskiego w Moskwie sięgają 1755 (Wydział medyczny w Uniwersytecie Moskiewskim), ale zajęcia na wydziale medycznym rozpoczęły się w 1758. W 1884 władze Miasta przekazały Uniwersytetowi grunty o powierzchni 40 tysięcy sążni. W ciągu kolejnych 7 lat na wydziale medycznym otwarto 12 klinik, ambulatorium i 8 instytutów badawczych. Pierwsza wojna światowa była punktem zwrotnym w procesie nauczania na wydziale medycznym.
Po 1917 uniwersytet stał się uczelnią państwową i uległ reorganizacji. W latach 1930–1950 życie Uniwersytetu zostało zdominowane przez ideologię bolszewicką i politykę, ograniczając dostęp do dokonań światowej nauki. W latach 1917–1930 wydział medyczny był częścią Państwowego Uniwersytetu Moskiewskiego, odłączony w 1930 i przekształcony w I Moskiewski Instytut Medyczny.
W czasie wielkiej wojny ojczyźnianej (1941-1945) I Moskiewski Instytut Medyczny wykształcił 2632 lekarzy. Za wybitne osiągnięcia w rozwoju nauk medycznych i kształcenia personelu medycznego w 1940 r. instytut został odznaczony Orderem Lenina i przemianowany na Odznaczony Orderem Lenina I Moskiewski Instytut Medyczny. W 1955 roku instytut otrzymał imię Iwana Sieczenowa.
W 1990 Odznaczony Orderem Lenina I Moskiewski Instytut Medyczny im. I.M. Sieczenowa został przekształcony w Moskiewską Akademię Medyczną im I.M. Sieczenowa, od 2010 ponownie przemianowany na Pierwszy Moskiewski Państwowy Uniwersytet Medyczny im. I.M. Sieczenowa. W 2017 otrzymał nazwę skróconą Uniwersytet Sieczenowski.

## Wydziały i Instytuty
W skład Uniwersytetu Sieczenowskiego wchodzi 4 wydziałów oraz 10 instytutów:
- Wydział Lekarski
- Wydział Sanitarnohigieniczny
- Wydział Pediatryczny
- Wydział Edukacji Przeduniwersyteckiej
- Instytut Stomatologii
- Instytut Farmacji
- Instytut Przywództwa i Zarządzania Zdrowiem
- Instytut Parazytologii Lekarskiej, Chorób Tropikalnych i Pasowalnych im. E.I. Marcinowskiego
- Instytut Naukowo-Badawczy Urologii, Nefrologii i Zdrowia Reprodukcyjnego Człowieka
- Instytut Językoznawstwa i Komunikacji Międzykulturowej
- Instytut Edukacji Zawodowej
- Instytut Socjologii, Psychologii i Nauk Humanistycznych
- Instytut Medycyny Cyfrowej
- Instytut Elektronicznej Edukacji Medycznej

Naukowo-technologiczny park biomedycyny Uniwersytetu Sieczenowskiego ma jeszcze 5 instytutów badawczych:
- Instytut Medycyny Molekularnej
- Instytut Medycyny Regeneracyjnej
- Instytut Medycyny Personalizowanej
- Instytut Medycyny Translacyjnej i Biotechnologii
- Instytut Technologii Bionicznych i Inżyniringu

## Wykładowcy
- Iwan Sieczenow (1829-1905)
- G.A. Zaharin (1829-1897)
- Aleksiej Kożewnikow (1836-1902)
- Nikołaj Sklifosowski (1836-1904)
- F.F. Erisman (1842-1915)
- W.F. Snegirew (1847-1916)
- Nił Fiłatow (1847-1902)
- Siergiej Korsakow (1854-1900)
- Grigorij Rossolimo (1860-1928)
- Nikołaj Siemaszko (1874-1949)
- Maksym Konczałowski (1875-1942)
- W.N. Winogradow (1882-1964)
- E.M. Tariejew (1895-1986)
- W.H. Wasilenko (1897-1987)
- A.Myasnikov (1899-1965)
- N.A. Mukhin (ur. 1936)